# The Mask and Mirror
The Mask and Mirror é o quinto álbum de estúdio da cantora e compositora canadense Loreena McKennitt, lançado em 1994.
Este álbum é ambientado no século XVI, possui temas relacionados com as cruzadas e os Cavaleiros Templários, incluindo as peregrinações e a heresia contra os cátaros, entre o Cristianismo e o Islamismo, entre Espanha e Marrocos.

## Faixas
1. "The Mystic's Dream" 7:40 (Loreena McKennitt)
2. ""The Bonny Swans" 7:18 (Tradicional / Loreena McKennitt)
3. "The Dark Night of the Soul" 6:44 (Loreena McKennitt / São João da Cruz)
4. "Marrakesh Night Market" 6:30 (Loreena McKennitt)
5. "Full Circle" 5:57 (Loreena McKennitt)
6. "Santiago" 5:58 (Tradicional)
7. "Cé Hé Mise le Ulaingt?/The Two Trees" 9:06 (Loreena McKennitt / William Butler Yeats - Intro composto por Patrick Hutchinson)
8. "Prospero's Speech" 3:23 (Loreena McKennitt / William Shakespeare)

## Desempenho nas paradas

### Álbum
| Paradas (1994)         | Melhor posição. |
| ---------------------- | --------------- |
| Heatseekers            | 13              |
| Billboard 200          | 143             |
| Top New Age Albums     | 7               |
| Top World Music Albums | 1               |